# Phare de Gjögurtá
Le phare de Gjögurtá  est un phare situé dans la région de Norðurland vestra. Il marque l'entrée orientale de l'Eyjafjörður.